# Sandgrube im Dreispitz-Mörsch
Die Sandgrube im Dreispitz-Mörsch ist ein Naturschutzgebiet im Naturraum Nördliches Oberrhein-Tiefland in Baden-Württemberg. 

## Geographie
Das Naturschutzgebiet liegt auf dem Gebiet der Gemeinde Rheinstetten. Es umfasst zusammen mit dem wenig später unter Schutz gestellten Naturschutzgebiet Allmendäcker beidseits der Bahnlinie Rastatt-Karlsruhe den Bereich der ehemaligen Trockenbaggerung am Epplesee, einen kleinen Teil des Ufers selbst einschließlich der feuchten Übergangsbereiche und östlich anschließende Abteilungen des Forchheimer Hardtwald.

## Geschichte
Unter Schutz gestellt wurde der gesamte Bereich der ehemaligen Trockenbaggerung, die in den 1980er Jahren eingestellt wurde. Das vorzufindende reichhaltige Biotopspektrum der Sandgrube ist ein idealer sekundärer Ausweichbiotop für viele an die ehemaligen Flugsand- und Binnendünen angepasste Tierarten.

## Geologie

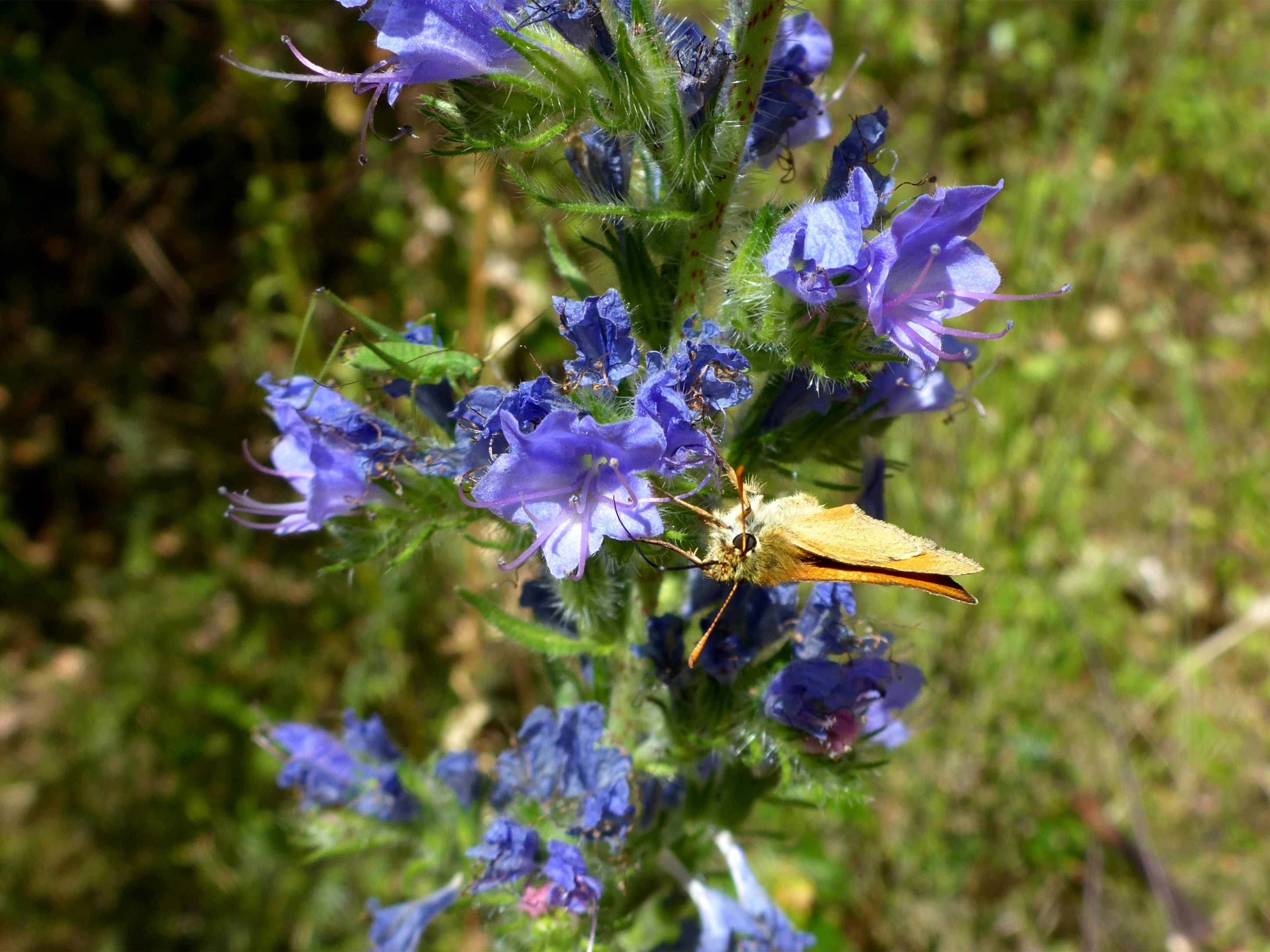
Gewöhnlicher Natternkopf in der Sandgrube im Dreispitz-Mörsch (Echium vulgare)

Diese Grube befindet sich inmitten der ehemaligen Flugsand- und Dünengebiete zwischen Rhein und Kinzig-Murg-Rinne, welche heute landwirtschaftlich genutzt werden. Die auf der Niederterrasse des Rheins abgelagerten kalkfreien, kiesigen Sande sind für die Bauwirtschaft von Interesse. Die Flächen sind nur schwach mit Mutterboden überdeckt.

## Beschreibung
Das Gebiet wurde per Verordnung am  17. August 1995 durch das Regierungspräsidium Karlsruhe als Naturschutzgebiet ausgewiesen und hat eine Fläche von rund 34 Hektar. Es wird unter der Schutzgebietsnummer 2.197 geführt und ist in die IUCN-Kategorie IV, ein Biotop- und Artenschutzgebiet  eingeordnet. Der CDDA-Code lautet 165310 und entspricht zugleich der WDPA-ID.
Der wesentliche Schutzzweck ist die Sicherung der Sandgruben als Pionierstandorte vom feuchten bis hin zum extrem trockenen Bereich, die Sicherung und Förderung der Sukzessionsstadien der Vegetation auf den verschiedenen Standorten, sowie die Sicherung und Förderung der Strukturvielfalt der Sandgruben, ihrer Steilböschungen und Bodenerhebungen als Lebensraum der an diese extremen Standorte angepassten Tier- und Pflanzenwelt, vor allem spezialisierter und gefährdeter Vogel- und Insektenarten sowie Filzkräuter.

## Flora und Fauna
Die bisher nachgewiesene Anzahl von Insekten- und Vogelarten ist für den Naturraum überdurchschnittlich hoch und von überregionaler Bedeutung.
An Vögeln wurden beispielsweise Flussregenpfeifer, Brachpieper und Steinschmätzer im Gebiet nachgewiesen. Seit vielen Jahren ist in den steilen sandigen Hangböschungen eine Uferschwalben-Kolonie heimisch.